# Rouge-Perriers
Rouge-Perriers ist eine französische Gemeinde mit 368 Einwohnern (Stand: 1. Januar 2022) im Département Eure in der Region Normandie (vor 2016 Haute-Normandie). Sie gehört zum Arrondissement Bernay und zum Kanton Brionne. 

## Geographie
Rouge-Perriers liegt etwa 20 Kilometer ostnordöstlich von Bernay. Umgeben wird Rouge-Perriers von den Nachbargemeinden Sainte-Opportune-du-Bosc im Norden, Villez-sur-le-Neubourg im Osten, Écardenville-la-Campagne im Süden sowie Thibouville im Westen.

## Bevölkerungsentwicklung
| Jahr                       | 1962 | 1968 | 1975 | 1982 | 1990 | 1999 | 2006 | 2019 |
| Einwohner                  | 202  | 189  | 198  | 200  | 210  | 230  | 243  | 367  |
| Quellen: Cassini und INSEE |      |      |      |      |      |      |      |      |

## Sehenswürdigkeiten
- Kirche Saint-Pierre aus dem 12./13. Jahrhundert, Umbauten aus dem 19. Jahrhundert

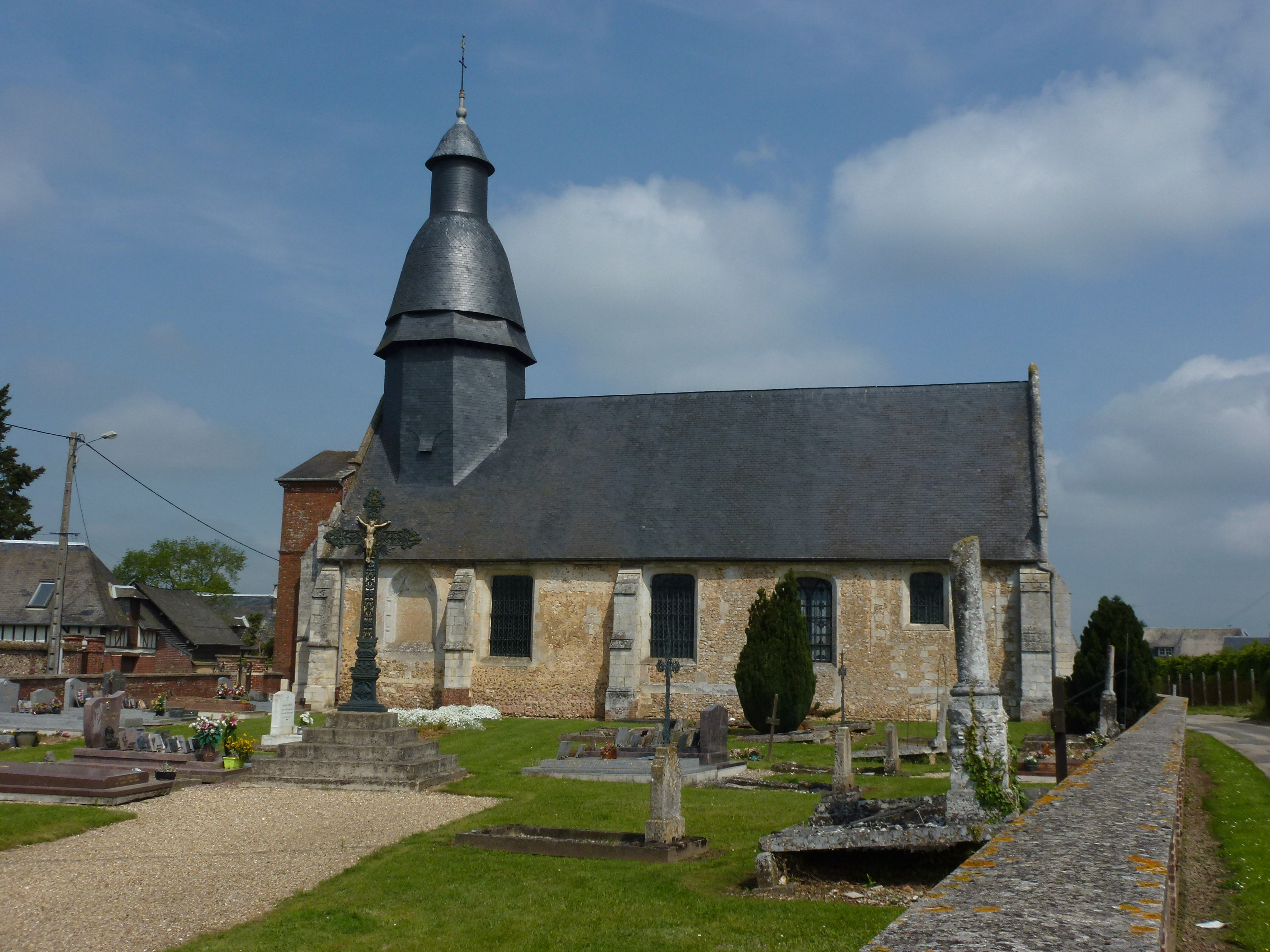
Kirche Saint-Pierre

- Domäne aus dem 18. Jahrhundert